# Liceo Anglo Francés de Monterrey
El Liceo Anglo Francés de Monterrey (LAF) es un colegio laico y privado ubicado en San Pedro Garza García, un suburbio de la ciudad de Monterrey, al noreste de México. 
Fundado el 11 de septiembre de 1981 por la educadora francesa Henriette Jarjanette, fue el primer colegio trilingüe de la ciudad y es el único en el estado de Nuevo León donde la enseñanza del francés está certificada por el Instituto Francés de América Latina (IFAL) adjunto a la Embajada de Francia en México.
La institución imparte estudios de secundaria, primaria, preescolar y maternal en tres idiomas: inglés, francés y español. Su currículum en inglés (idioma en el cual se imparte el 70% de las clases) se encuentra alineado a los estándares educativos de los Estados Unidos y goza de acreditación plena por parte de la Secretaría de Educación de Nuevo León.
En la literatura, el colegio es la escuela de Sophie, un personaje de la novela Las vidas ajenas del escritor español José Ovejero, ganador del Premio Alfaguara y por la cual ganó en el Premio Primavera de Novela 2005.